# 圣救主主教座堂 (布鲁日)

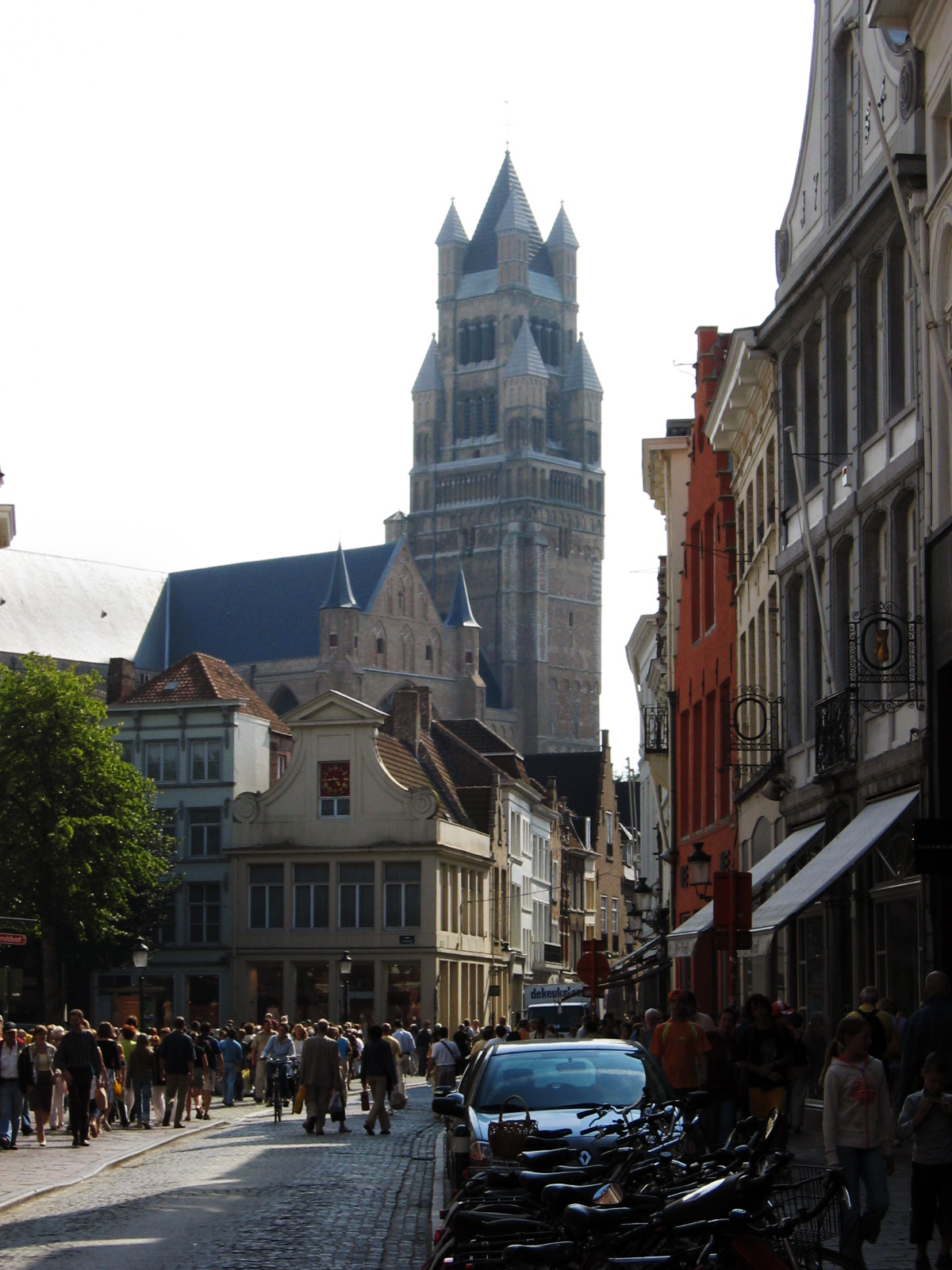
圣救主主教座堂

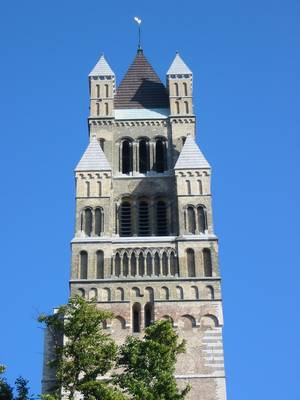
圣救主主教座堂

圣救主主教座堂（荷兰语：Sint-Salvatorskathedraal）是天主教布鲁日教区的主教座堂，位于比利时的布鲁日。
圣救主主教座堂在历史上进行了修改和翻修。这座教堂建立于10世纪，原本只是普通的本堂区圣堂，到19世纪才获得主教座堂的地位。早期的主教座堂是位于最中心的圣多纳廷主教座堂，位于市政厅对面，在18世纪末，法国人占领了布鲁日，废除了主教并拆毁主教座堂。
1834年， 1830年比利时独立后不久，在布鲁日重新任命了一位主教，圣救主教堂获得了主教座堂的地位。但是，这座建筑看起来不像一座主教座堂，它远远小于附近的圣母教堂，庄严程度也不及后者。为了要适应新的角色，需要一座令人印象深刻的较高的钟楼。 
现存最古老的一部分是钟楼的底座，可追溯到12世纪。1839年，一场大火烧毁了主教座堂的屋顶。英国建筑师罗伯特Chantrell以新哥特式建筑修复英国教堂著称，被要求恢复圣救主主教座堂昔日的辉煌。与此同时，他获得授权建造更高的钟楼，高度超过圣母教堂。Chantrell没有增加一座新哥特式钟楼，而是选择了非常个人化的罗曼式设计。完成后，有很多批评，皇家纪念物委员会（Koninklijke Commissie voor Monumenten）未经Chantrell授权，在塔顶安置了一个小尖顶，因为原来的设计被认为太过平坦。 
圣救主主教座堂目前收藏有被毁的圣多纳廷主教座堂的许多艺术品。壁毯1731年制造于布鲁塞尔。在唱经楼可以欣赏原来的16世纪podium。